# CCDC179
CCDC179 (англ. Coiled-coil domain containing 179) — білок, який кодується однойменним геном, розташованим у людей на 11-й хромосомі. Довжина поліпептидного ланцюга білка становить 68 амінокислот, а молекулярна маса — 8 104.
| 10         |  | 20         |  | 30         |  | 40         |  | 50         |
| ---------- |  | ---------- |  | ---------- |  | ---------- |  | ---------- |
| MCLYCWDIEP |  | SQVNPEGPRQ |  | HHPSEVTERQ |  | LANKRIQNMQ |  | HLKKEKRRLN |
| KRFSRPSPIP |  | EPGLLWSS   |  |            |  |            |  |            |

A: Аланін

C: Цистеїн

D: Аспарагінова кислота

E: Глутамінова кислота

F: Фенілаланін

G: Гліцин

H: Гістидин

I: Ізолейцин

K: Лізин

L: Лейцин

M: Метіонін

N: Аспарагін

P: Пролін

Q: Глутамін

R: Аргінін

S: Серин

T: Треонін

V: Валін

W: Триптофан